# Ophiochondrus
Ophiochondrus is een geslacht van slangsterren uit de familie Ophiacanthidae. De wetenschappelijke naam van het geslacht werd in 1869 voorgesteld door Theodore Lyman. In de protoloog plaatste Lyman slechts de soort Ophiochondrus convolutus in het geslacht, waarmee die automatisch de typesoort werd.

## Soorten
- Ophiochondrus armatus (Koehler, 1907)
- Ophiochondrus convolutus Lyman, 1869
- Ophiochondrus crassispinus Lyman, 1883
- Ophiochondrus gracilis Verrill, 1899
- Ophiochondrus granulatus Koehler, 1914
- Ophiochondrus punctatus (Kutscher & Jagt, 2000) †
- Ophiochondrus semirotundus (Kutscher & Jagt, 2000) †
- Ophiochondrus stelliger Lyman, 1879
- Ophiochondrus variospinus Stöhr, 2011